# Paolo de Töth
Francesco Ferdinando Paolo de Töth (Udine, 7 marzo 1881 – Maiano, 25 dicembre 1965) è stato un presbitero e giornalista italiano.

## Biografia
Nacque a Udine il 7 marzo 1881 dal barone Francesco de Töth, la cui famiglia era stata espulsa dall'Ungheria in seguito alla rivoluzione del 1848, e da Eleonora Vannini; fu battezzato il giorno stesso con i nomi di Francesco Ferdinando Paolo, sebbene fosse solito firmarsi solo con l'ultimo dei tre. Fece una breve esperienza nell'Ordine carmelitano, dal quale in seguito uscì. Lo spirito carmelitano, comunque, sarebbe rimasto fortemente presente nella sua vita interiore.
Fu ordinato sacerdote dall'Arcivescovo di Spoleto Domenico Serafini l'8 settembre 1906. Ebbe una formazione filosofica e teologica di orientamento tomista, sotto la guida del gesuita Guido Mattiussi.

### Giornalista e polemista
Nello stesso anno 1906, all'età di venticinque anni, diede inizio alla propria attività giornalistica, trasformando un foglio di devozione locale, Le meraviglie di Dio in Santa Chiara da Montefalco, in un battagliero quindicinale antimodernista, Le Armonie della Fede. Diresse questa rivista fino al 1914, prima a Montefalco, poi a Siena e infine a Firenze.
Due anni dopo, nel marzo del 1908, fu chiamato da Papa Pio X alla direzione del più importante quotidiano intransigente dell'epoca, L'Unità Cattolica, pubblicato a Firenze. Lo stesso Pontefice nell'agosto 1909 lo allontanò dalla direzione in seguito ad alcune polemiche con autorità ecclesiastiche, provocate dal forte carattere di don de Töth.

### Fede e Ragione
Dopo l'allontamento dalla direzione dell'Unità Cattolica, don de Töth fu accolto da Giovanni Fossà, vescovo di Fiesole, nella cui diocesi fu incardinato il 17 marzo 1913. Nel 1919 fondò il periodico Fede e Ragione, che riprendeva la linea intransigente ed anti-modernista dell'Unità Cattolica, che con la direzione di Ernesto Calligari aveva virato su posizioni più moderate.
In questa testata pubblicò saggi teologici, filosofici e storici di carattere formativo e, al contempo, commentò i principali avvenimenti dell'epoca. La rivista era avversa al Partito Popolare Italiano e al modernismo; inoltre attaccò il movimento fascista, denunciandone l'ideologia, nonché la presenza tra i fondatori di numerosi massoni. Dopo l'attenuazione degli aspetti anticattolici del regime, cambiò atteggiamento, nella speranza che potesse essere trasformato fino ad assomigliare a uno Stato cattolico.
La rivista cessò le pubblicazioni nel 1929, dopo la stipula dei Patti Lateranensi, senza ragione evidente, forse perché vista con avversione sia dal regime fascista sia dalla Santa Sede e in particolare dal segretario di Stato, il cardinale Pietro Gasparri (1852-1934).

### Parroco e biografo
A partire da quel momento, e fino alla fine della sua vita, don de Töth fu parroco di San Martino a Maiano, frazione di Fiesole. Oltre all'attività pastorale, si dedicò anche alla stesura della vita del conte bergamasco Stanislao Medolago Albani (1851-1921), suo amico. L'opera non è soltanto un'accurata biografia, ma anche una monumentale storia del movimento cattolico dal 1874 al 1902, cioè dalla fondazione dell'Opera dei Congressi all'elezione a presidente di quest'ultima del conte Giovanni Grosoli Pironi (1859-1937). Il libro è diviso in tre parti: nella prima viene descritta l'infanzia di Medolago Albani, segnata dalla precoce perdita dei genitori; nella seconda vengono presentate le importanti vicende politiche e sociali del movimento cattolico bergamasco, con particolare attenzione agli scontri elettorali della seconda metà del XIX secolo; nella terza si affrontano le vicende nazionali del movimento cattolico. Tutta la ricerca è corredata da moltissimi documenti inediti.
Don Paolo de Töth morì a Maiano il 25 dicembre 1965, poche settimane dopo la conclusione dei lavori del Concilio Vaticano II.